# Gittersee
Gittersee ist ein Stadtteil der sächsischen Landeshauptstadt Dresden. Er bildet zusammen mit Coschütz den statistischen Stadtteil Coschütz/Gittersee im Stadtbezirk Plauen. Bekannt ist Gittersee vor allem durch den Uranabbau, der dort stattfand.

## Geographie
Gittersee liegt südlich der Dresdner Innenstadt am Stadtrand. Südlich schließt sich die Stadt Freital an. Gittersee liegt etwas erhöht auf etwa 270 m ü. NN östlich des Plauenschen Grunds, einem Kerbtal der Weißeritz.

## Geschichte

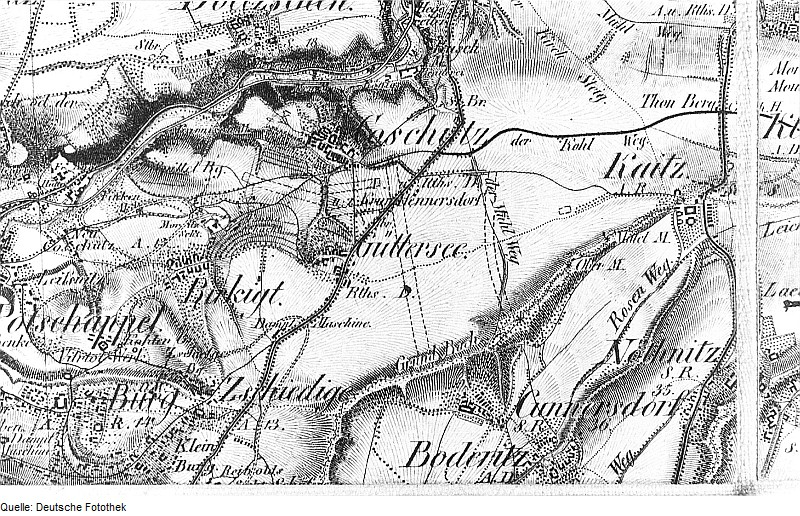
„Güttersee“ auf einer Karte von 1821/1860

Die Namensherkunft von Gittersee ist nicht, wie sich auf den ersten Blick vermuten lässt, germanisch. Vielmehr wurde Gittersee als Geterssin ersterwähnt und ist sorbischen Ursprungs, die Bedeutung könnte „Morgenröte“ sein.
Bis 1370 war Gittersee im Besitz der Familie von Miltitz und geriet dann an das Dresdner Brückenamt. Neben der üblichen Ackerbaunutzung fand in Gittersee auch der Obstbau am Nordhang der Dresdner Elbtalweitung günstige Bedingungen.
Der Gitterseer Steinkohlenbauverein begann 1828 mit dem Abbau von Steinkohle, der nach dem Konkurs des Unternehmens 1859 wieder eingestellt wurde. 1839 wurde die kommunale Selbstverwaltung eingeführt, dafür baute die Gemeinde das bis 1945 genutzte Rathaus an der Karlsruher Straße.
Am 1. Juli 1945 wurde Gittersee nach Dresden eingemeindet. 1950 teufte der VEB Steinkohlenwerk Freital am Bahnhof eine neue Doppelschachtanlage, auf der bis 1967 noch einmal Bergbau auf Steinkohle betrieben wurde. Danach wurde das Bergwerk bis 1989 durch die SDAG Wismut als Bergbaubetrieb „Willi Agatz“ zur Förderung von Uranerzen weiterbetrieben. Auf dem Werksgelände entstand nach 1954 das Reifenwerk Dresden, später VEB Reifenwerk Dresden im Reifenkombinat Fürstenwalde. In diesem Betriebsteil wurden vorwiegend Reifen für Landmaschinen produziert. Nach 1990 entstand dort und im Süden des Nachbarstadtteils Coschütz das Gewerbegebiet Coschütz/Gittersee, das auf dem ehemaligen Gelände der Uranfabrik 95, einer Uranerzaufbereitungsanlage steht.
Ab 1945 trat im Gasthof von Gittersee die Volksoper Dresden (ab 1949 Landesoper Sachsen) auf, die 1950 nach Radebeul umzog und aus der in den 1950er-Jahren durch Fusion mit dem Landesschauspiel die Landesbühnen Sachsen wurden. Das Gorbitzer DEFA-Studio für Trickfilme unterhielt in Gittersee ein Tonstudio.
Im Zusammenhang mit den gesellschaftlichen Veränderungen spielte Gittersee eine erhebliche Rolle mit dem vorgesehenen Aufbau des Reinstsiliziumwerk Gittersee und den bis dahin in der DDR ungekannten und zunächst spontanen Bürgerprotesten, deren Protagonisten schließlich über mehrere Zwischenschritte einen großen Teil des Kerns der Gruppe der 20 bildeten.

## Persönlichkeiten
- Wilhelm Lachnit (1899–1962), Maler
- Max Lachnit (1900–1972), Architekt und Bildhauer

## Sehenswürdigkeiten

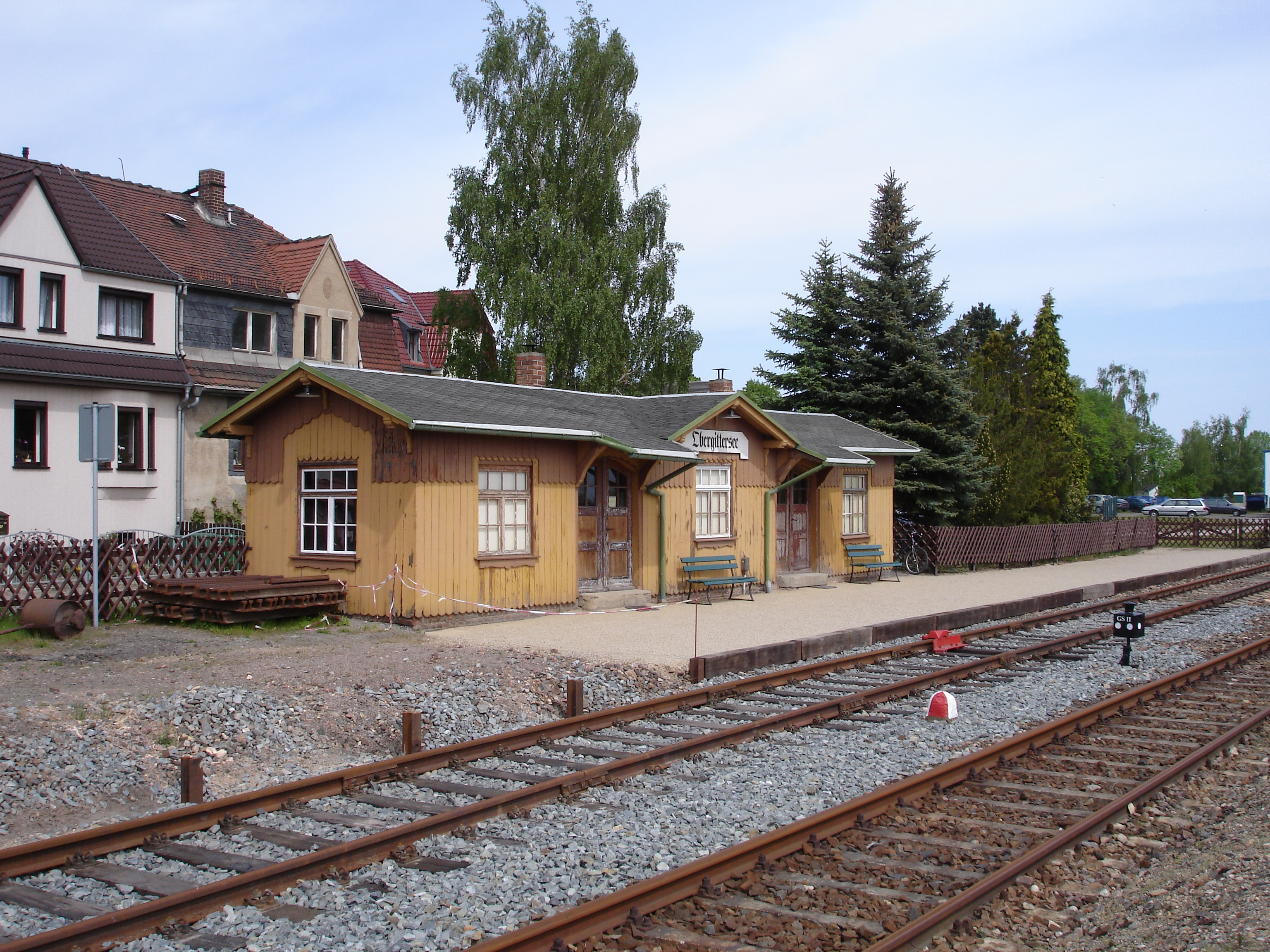
Im Gitterseer Bahnhofsgebäude befindet sich das Museum zur Geschichte der Windbergbahn.

Seit 1988 befindet sich in einem Gebäude des Bahnhofs Gittersee das Museum zur Geschichte der Windbergbahn. Der noch existierende Streckenabschnitt der Windbergbahn von Freital-Ost nach Gittersee wurde Ende 2008 vom Sächsischen Museumseisenbahn Verein Windbergbahn e. V. gepachtet, der auf der Strecke Sonderzüge betreibt und nach ihrer Sanierung einen Museumsbetrieb durchführen will. Auf dem ehemaligen Streckenabschnitt ab Gittersee wurde ein Wanderweg angelegt, der der Trasse über Kleinnaundorf nach Bannewitz und Possendorf folgt.

## Rezeption
Die Autorin Charlotte Gneuß gab ihrem Debüt-Roman aus dem Jahr 2023 den Titel Gittersee.